# El Último Hogar
El Último Hogar (en inglés original, Inn of the Last Home) es el nombre de una posada del mundo ficticio de Dragonlance, uno de los dos albergues, junto a El Abrevadero, situados en la ciudad de Solace, en el continente de Ansalon. Es uno de los edificios más importantes de la pequeña ciudad, y punto de encuentro de la mayoría de sus habitantes y de los múltiples viajeros que transitan por esta parte de Krynn en busca de alojamiento y de sus afamadas patatas picantes.

## Estructura del edificio

### Diseño Original
La posada El Último Hogar fue construida varios años después del Cataclismo por Krale el Fuerte, con el objetivo de ser un lugar seguro para los habitantes de Solace, a causa de la delicada situación vivida durante los años que siguieron al Cataclismo. Se encuentra ubicada sobre un gigantesco árbol vallenwood, a 15 metros sobre el suelo como casi todas las construcciones de la ciudad. Construida a partir de un zócalo sólido de piedra, es el edificio más resistente de toda la ciudad, exceptuando la herrería, la cual se encuentra situada a nivel del suelo para prevenir cualquier amenaza de incendio. 
La posada fue en principio diseñada en el suelo para ser izada posteriormente hasta su posición sobre el árbol. La normativa de la ciudad de Solace prohíbe cortar ninguna parte de los vallenwood sobre los que se asientan las edificaciones, por lo cual la posada tiene una forma de letra U, adaptándose a los diferentes recovecos del vallenwood. 

Con el paso de los años el árbol ha ido creciendo, y ganando unos pocos milímetros cada año, de forma que durante los episodios narrados en Leyendas de la Dragonlance el edificio se ve como una construcción sólida, totalmente integrada en la madera del vallenwood. Desde la distáncia es casi imposible distinguir la posada entre el follaje del vallenwood salvo por el humo de la chimenea y por las numerosas ventanas acristaladas, las cuales poseen cristaleras de colores que desprenden destellos de los rayos del sol.

### Modificaciones sobre el diseño original
Tras los acontecimientos narrados en las Crónicas de la Dragonlance la posada fue reabilitada por Otik, propietario de la taberna en aquel momento, a causa de los diferentes desperfectos sufridos durante la Guerra de la Lanza. Poco tiempo después la posada pasó a propiedad de Tika Waylan y Caramon Majere los cuales realizaron diferentes modificaciones a la estructura de la posada, especialmente en la parte correspondiente a las habitaciones para los huéspedes.

## La Posada en la historia de Dragonlance

### Fama
La posada es famosa por el buen ambiente que reina en ella, y la buena comida. Durante las épocas de paz es común encontrarse con viajeros de distintas razas y religiones dentro de ella. Además al estar situada en una de las vías de más tránsito de la zona, la convierte en punto de reunión o de parada obligada de muchos viajeros. También es famosa por la buena comida, principalmente las patatas picantes y el venado, así como por la calidad de la cerveza, una de las mejores de Krynn según muchos expertos.

### Los Compañeros
Es en esta posada donde comienza la aventura narrada en las Crónicas de la Dragonlance y que se puede considerar como el punto de partida de toda la saga. Es en esta posada donde se reúnen los Compañeros tras un viaje de 5 años que los ha mantenido separados, cada cual inició el viaje por razones personales. Tras reunirse todos, salvo Kitiara, de nuevo, un misterioso anciano los empuja, junto con dos Habitantes de las Llanuras a un viaje que desencadenará en La Guerra de la Lanza, más tarde se conoce que el anciano no es otro que Paladine. 
Durante La Guerra de la Lanza la posada sufre un gran ataque, al igual que todo Solace por parte de uno de los Señores del Dragón quedando algo deteriorada y siendo uno de los pocos edificios que permanecen en pie de toda la ciudad. Es también en esta posada donde los Compañeros encuentran a Gilthanas, hijo menor del Orador de los Soles y donde son apresados por Fewmaster Toede.
Tras La Guerra de la Lanza la posada pasa a tener un papel más secundario en el resto de la saga, aunque sigue siendo un punto común de encuentro de los Compañeros sobre todo al cambiar de propietario y pasar a manos de Tika y Caramon.
Destacar que al final del último libro que cierra las aventuras iniciadas en las Crónicas de la Dragonlance es la última localización que aparece, ya que Paladine va allí a saborear la última jarra de la famosa cerveza que se sirve.

## Lista de propietarios conocidos
- Krale el Fuerte

- Datos: Q5552101